# イ・オン
イ・オン（이언、本名：パク・サンミン、박상민、1981年2月5日 - 2008年8月21日）は、韓国のモデル、俳優。

## 人物
大学1年生までシルム選手として活動し、1997年と1998年には大韓民国全国体育大会シルム部門で金メダルを獲得した。
チャ・スンウォンに憧れてモデルを目指し、108kgまであった体重を30kg減量して1999年に釜山でモデルとしてデビューした。
2007年夏のMBCドラマ「コーヒープリンス1号店」で高校中退のワルながらも義理堅く憎めないミニョプ役を演じ、「迷惑ミニョプ」の愛称で一躍人気俳優となる。
2008年8月21日午前2時頃、ドラマ『必殺! 最強チル』の打ち上げから帰る途中、龍山区 (ソウル特別市)漢南洞の高架道路でバイクを運転中にガードレールに衝突して死亡した。事故原因については目撃証言からひき逃げの疑いもあるが真相は不明のままである。

## 出演作品

### テレビドラマ
- 花咲く春には（2007年、KBS） - イ・キドン役
- コーヒープリンス1号店（2007年、MBC） - ファン・ミニョプ／ファン・ミン役
- どなたですか?（2008年、MBC） - クォン・ヨンドク役
- 必殺! 最強チル（2008年 KBS） - ジャジャ役

### 映画
- ヨコヅナ・マドンナ（2006年）

## 受賞歴
- 第78回全国体育大会シルム（韓国相撲）金メダル（1997年）
- コリアドラマフェスティバル人気賞（2007年）